# Edmund Dillinger

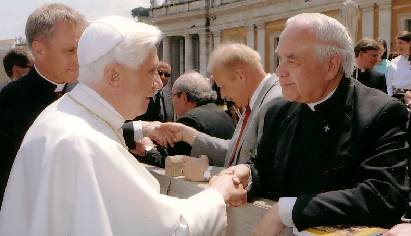
Papst Benedikt XVI. und Edmund Dillinger (2009)

Edmund Dillinger (* 2. August 1935 in Friedrichsthal; † 27. November 2022 ebenda) war ein deutscher römisch-katholischer Priester und Missbrauchstäter. Von 1966 bis 1999 war er im staatlichen Schuldienst beschäftigt, obwohl bereits 1971 erstmals Vorwürfe des sexuellen Missbrauchs Minderjähriger erhoben worden waren.
Nach seinem Tod fand Dillingers Neffe in dessen Nachlass Fotos und Filme, die Dillingers sexuelle/erotische Kontakte zu Kindern über Jahrzehnte hinweg dokumentieren.
Die Aufarbeitungskommission stellte im Mai 2024 ihren vorläufigen Abschlussbericht vor. Danach hat Dillinger, so der ehemalige Koblenzer Generalstaatsanwalt, Jürgen Brauer, und der frühere Vizechef der Staatsanwaltschaft Trier, Ingo Hromada, zwischen 1961 und 2018 neunzehn Personen sexuell missbraucht; elf der Betroffenen sind namentlich bekannt. Dabei hieß es: „Die Tatenlosigkeit und das Wegschauen von kirchlichen Verantwortlichen – was nur als bewusste Vertuschung gewertet werden kann – diente zuvörderst dem Schutz des guten Namens der Kirche und des Bistums.“ Alle Hinweise auf die Taten Dillingers seien weitgehend ignoriert worden.

## Leben
Edmund Dillinger studierte an der Ludwig-Maximilians-Universität München und der Theologischen Fakultät Trier Katholische Theologie. Seine Diplomarbeit schrieb er in Kirchenrecht über das Thema Die Ehenichtigkeitsprozesse der Sacra Romana Rota, unter besonderer Beachtung des Can. 209 CIC 1917 Supplet Ecclesia in errore communi. Er empfing am 18. März 1961 die Priesterweihe im Dom zu Trier durch Bischof Matthias Wehr. Zunächst war er in der Seelsorge in Saarbrücken, Saarlouis und Bitburg tätig. Anschließend studierte er Geschichte und Sozialwissenschaften an der Universität zu Köln.
Von 1966 bis 1999 war er im staatlichen Schuldienst beschäftigt, unter anderem in den 1970er-Jahren an der Marienschule Opladen (heute Leverkusen), bis 1975 ein Mädchengymnasium, und ab 1979 am Max-Planck-Gymnasium in Saarlouis. Von 1970 bis 1979 hatte er durch Kardinal Joseph Höffner eine Berufung als Dozent an das religionspädagogische Institut des Erzbistums Köln.
Im Jahr 1971 gab es Hinweise auf seinen sexuellen Missbrauch von Kindern bei einer Rom-Wallfahrt. Maßregelnde Folge war damals die zeitweilige Versetzung aus Rheinland-Pfalz nach Nordrhein-Westfalen. Obwohl dem Bistum Trier pädophile Neigungen seit 1971 bekannt waren, verblieb Dillinger bis 1999 im Schuldienst. Der Trierer Bischof Bernhard Stein vertuschte sexuellen Missbrauch an Kindern und Jugendlichen in seinem Bistum jahrzehntelang.
1999 bis 2001, während des Heiligen Jahres, war Dillinger im deutschen Pilgerzentrum zu Rom (Via del Banco di S. Spirito 51) in der Seelsorge tätig und wohnte in der Prokura des Syrisch-antiochenischen Patriarchates in Rom.
2012 wurden Missbrauchsvorwürfe beim Generalvikariat Trier erhoben, und Dillinger wurde der Umgang mit Kindern und Jugendlichen untersagt. Im Jahr 2013 wurde er lediglich präventiv mit dem Verbot belegt, öffentlich die Messe zu zelebrieren.
Edmund Dillinger erkrankte im Alter an Demenz und lebte laut Tobias Schrörs „zunehmend zurückgezogen, er hauste geradezu in seiner Wohnung im saarländischen Friedrichsthal“. Er starb am 27. November 2022 im Alter von 87 Jahren in seiner saarländischen Heimatstadt Friedrichsthal an COVID-19.

## Posthumer Fund von Dokumentationsmaterial
Nach Dilllingers Tod fand sein Erbe und Neffe Steffen Dillinger im Haus seines Onkels umfangreiches fotografisches und filmisches pornographisches Material, das jahrzehntelangen sexuellen Missbrauch von Jugendlichen belegen könnte. Die Aussagen Steffen Dillingers führten zu umfangreichen Vermutungen in der Presse, demnach hunderte Jugendliche missbraucht, unbekleidete Minderjährige in eindeutigen Posen fotografiert und alles akribisch in Tagebüchern dokumentiert worden wäre. Sein Neffe stieß im Haus des Geistlichen nach eigenen Aussagen auf mehrere Kisten mit Hunderten solcher Aufnahmen, darunter 700 Filmstreifen mit Diapositiven. Die Fotos und Videos reichen von den 1960er bis in die 2000er Jahre. Im Laufe der Zeit seien sie immer expliziter und pornografischer geworden. Ebenso habe laut Steffen Dillinger Gerhard Robbers, Vorsitzender der Unabhängigen Aufarbeitungskommission im Bistum Trier, bei einem Gespräch am 4. April 2023 die Entgegennahme der Fotos abgelehnt und ihn darauf hingewiesen, dass sich der Erbe durch Besitz der Fotos strafbar machen könne. Ebenso sei ihm nahegelegt worden, die Fotos aus dem Besitz seines Onkels zu verbrennen. Für Steffen Dillinger sind diese Fotos jedoch wichtige Beweise, dank derer Aussagen der Opfer belegt werden könnten. Laut Robbers gibt es „vage Hinweise“, dass es einen Kinderschänderring gegeben haben könnte. Nach Angaben des Bistums hat Dillinger möglicherweise in Afrika im Rahmen seiner Tätigkeit für die CV-Afrika-Hilfe unter falschem Namen ein Doppelleben geführt.

### Aufarbeitung
Im April 2023 zeigte sich Bischof Ackermann erschüttert über den „neuen“ Missbrauchsskandal um den saarländischen Priester Edmund Dillinger. Er sprach in einem Interview mit der Rhein-Zeitung von „der Spitze des Eisbergs“ und erklärte, wie der Fall aufgearbeitet werden soll. Nach Veröffentlichung der Vorwürfe will das saarländische Bildungsministerium eine Ombudsstelle für mögliche Missbrauchsopfer des Priesters Edmund Dillinger einrichten, da er jahrzehntelang im Schuldienst war. Nach einem Gespräch des Trierer Bischofs Stephan Ackermann mit Dillingers Erben erklärte das Bistum, der Fall werde vom Bistum aufgearbeitet. Im Juli 2023 wurde bekannt, dass die Polizei einen Teil der Beweismittel vernichtet hat, unter anderem Terminkalender Dillingers, aus denen sich beispielsweise Aufenthaltsorte und Kontakte hätten rekonstruieren lassen. Generalstaatsanwalt Manfred Kost erklärte, dies sei nicht die richtige Vorgehensweise gewesen, und entschuldigte sich. Im vorliegenden Fall sei dies nicht die richtige Maßnahme gewesen, „weil zu prüfen gewesen wäre, ob die Unterlagen noch für Vorgänge außerhalb der Strafverfolgung mit Blick auf Opferschutzinteressen und kircheninterne Aufklärungen oder gar bei neuen Ermittlungsansätzen zur Verfügung stehen sollten, auch wenn sich aktuell keine Verdachtsmomente ableiten ließen“.

## Ermittlungen der unabhängigen Aufklärungskommission
„Die ehemaligen Staatsanwälte Ingo Hromada und Jürgen Brauer hatten im Auftrag einer unabhängigen Kommission  ein Jahr lang drei Ermittlungsakten von Staatsanwaltschaften, mehr als 4.000 Fotos, mehrere Tausend Seiten Aufzeichnungen und Publikationen von Edmund Dillinger durchforstet. Sie folgten den meist vagen Hinweisen durch Westdeutschland, nach Frankreich, nach Afrika.
Hromada und Brauer interviewten 50 betroffene Zeugen, die Dillinger als Studentenseelsorger, als Pfarrer, als Religionslehrer oder im Rahmen der Afrikahilfe kennengelernt hatten. Durch diese Ermittlungen wurde bekannt, dass  Dillinger 1964 zum ersten Mal beim Bistum Trier aktenkundig  wurde, nachdem er zwei Jungen am Oberschenkel berührt haben soll. 1970 soll er sich dann bei einer Romreise an einem 15-Jährigen vergangen haben. Er soll Fotos des Geschlechtsteils des Jugendlichen gemacht und es daraufhin auch angefasst haben. 1972 soll er einen weiteren jungen Mann in offensichtlich sexualisierter Pose fotografiert und das Foto an eine Agentur verkauft haben. Gegen den Willen des Opfers wurde das Bild schließlich in einer Erotik-Zeitschrift für Homosexuelle abgedruckt.
Konkret sind die Hinweise jedoch selten, oft handelt es sich um eine Charakterbeschreibung. Dillinger gelte als egozentrisch und habe mit seinem Kontakten zu Prominenten und hohen kirchlichen Würdenträgern geprahlt. Zeugen beschreiben ihn als ‚stockkonservativ‘. Er habe Homosexualität verteufelt, sie aber selbst freizügig ausgelebt.
‚Sehr viele, nach ihrer Anzahl aber nicht annähernd zu beziffernde Personen‘ seien von einem sexuell motiviertem Verhalten Dillingers betroffen gewesen. Sie seien in sexualisierten Posen fotografiert und berührt worden, hätten Annäherungsversuche abwehren müssen.[...]
In den aktenkundigen Fällen habe das Bistum Trier aber nicht angemessen reagiert, die Taten seien sogar vertuscht worden, so ihr Bericht. Es wurde kein Kontakt zu den Opfern gesucht und keine Aufklärung betrieben. Dillingers Strafe, darunter zwei Wochen Kloster und die Versetzung ins Erzbistum Köln, sei nicht angemessen gewesen. Dillinger sei nach den ersten Vorwürfen zudem nicht ausreichend kontrolliert worden, obwohl eine Wiederholungsgefahr bestand.
[...] Hromada und Brauer kritisieren auch die ‚bedenkliche‘ Aktenführung des Bistums. Man habe acht Konvolute von unterschiedlichen Stellen der Bistumsleitung auswerten müssen. Die Dokumente sind dabei oft nicht mal chronologisch geführt worden.
Der Bericht sieht auch schwerwiegende Versäumnisse bei der Staatsanwaltschaft Saarbrücken. Die Behörde hatte im Juli 2023 große Teile der im Wohnhaus von Dillinger gefundenen Beweismittel, darunter akribisch geführte Kalender und Notizbücher aus mehreren Jahrzehnten, voreilig verbrennen lassen. Und das, obwohl Hromada und Brauer noch Tage zuvor ein Gesuch auf Akteneinsicht gestellt hatten. Der Antrag sei von der Staatsanwaltschaft aber ‚bewusst übergangen‘ und die Aufarbeitung ‚in weiten Teilen‘ vereitelt worden, so das Fazit der Ermittler.“

### Erster Zwischenstand der Missbrauchskommission
Die Grundlage der anfangs angeführten Presseartikel bildeten Ausführungen von Steffen Dillinger zu im Nachlass gefundenen 4.385 Fotoaufnahmen (Dias und Papierfotos). Die staatsanwaltlichen Auswertungen ergaben, „dass keines der sichergestellten Bilder sexuelle Handlungen von, an oder vor Kindern oder Jugendlichen zeigt. Keines der Bilder enthält kinderpornographische Darstellungen. Von den sichergestellten Bildern haben zehn Aufnahmen strafrechtlich relevante jugendpornographische Schriften zum Gegenstand, die nach Auffassung der Staatsanwaltschaft als Vergehen nach § 184c Absatz 1 Nummern 1  b) und c) Strafgesetzbuch zu bewerten sind. Weitere zwölf Fotos zeigen Inhalte, die sich im Grenzbereich zur Jugendpornographie befinden, jedoch nicht eindeutig strafrechtlich als jugendpornographisch zu qualifizieren sind.“

### Weitere Feststellungen
Zu Vorwürfe eines Doppellebens Dillingers in Afrika und den ausschließlichen Blick auf die Afrika-Hilfe zu Vorfällen in Afrika hieß es, es handle sich um zahlreiche private Reisen, so als Reiseleiter, seit den 1960er Jahren. Ein vermeintliches Doppelleben in Afrika sei ein Ereignis in 1986, als Dillinger die Teilnehmer einer Reisegruppe nach Kamerun, die durch ihn geleitet wurde, darum bat als „Eric Delay“ und Vater angesprochen zu werden. Die Kommission nahm an, dass Dillinger aufgrund der bestehenden gesellschaftlichen Ächtung und der Strafbewehrtheit selbst „bei dem bloßen Verdacht homosexueller Betätigung seine Inhaftierung hätte befürchten müssen. Dieser Gefahr hat er offenbar mit der erwähnten Legende vorbeugen wollen, weil die Reise einer Familie unverdächtiger erscheint als die Reise eines erwachsenen Mannes in Begleitung fremder junger Männer.“
Die Annahmen, dass Dillinger durch die Vereinstätigkeit vor Ort hätte Druck ausüben können, erklärten sich durch das ausgeführte Fördermodell des Vereins und die Abläufe: die in den afrikanischen Staaten geförderten „Projekte wurden der CV-Afrika-Hilfe von afrikanischen Bistümern zur Förderung vorgeschlagen, nach Bewilligung der erforderlichen Gelder durch afrikanische Kooperationspartner vor Ort verwirklicht und von örtlichen Kirchenvertretern oder von diesen bestelltes Fachpersonal überwacht, die der CV-Afrika-Hilfe auch die ordnungsgemäße Verwendung der Gelder zu bestätigen hatten.“

## Wirken
Dillinger war seit 1958 Mitglied der katholischen Studentenverbindung KDStV Vindelicia München sowie der KDStV Rappoltstein (Straßburg) Köln, der KDStV Staufia Bonn, der Rheno-Palatia Breslau zu Mainz, der KDStV Churtrier Trier, deren Gründer und erster Senior er war, der KDStV Merowingia Kaiserslautern, der KDStV Alemannia Greifswald und Münster und der KAV Capitolina Rom, alle im Cartellverband der katholischen deutschen Studentenverbindungen. Von 1970 bis 1982 war er Bundesseelsorger des Cartellverbandes.
1972 gründete er den CV-Afrika-Hilfe e. V., ein Hilfswerk für soziale Projekte in Afrika, und war dessen Vorsitzender bis 2005. Protektoren des CV-Afrika-Hilfe e. V. waren in seiner Vorstandszeit Franz Hengsbach und später Weihbischof Klaus Dick.
Dillinger war Kuratoriumsmitglied des Forums Deutscher Katholiken. Er war Mitglied im „romtreuen“ Initiativkreis Katholischer Priester Deutschlands und Mitglied im Marianischen Priesterzönakel.
Für seine Tätigkeiten in der afrikanischen Entwicklungshilfe in Kamerun, Togo, Burkina Faso, Ghana und Liberia (z. B. den Aufbau von Lepra-Stationen, Kinderheimen und Krankenhäuser) wurde er 1976 mit dem Verdienstorden der Bundesrepublik Deutschland (Verdienstkreuz am Bande) ausgezeichnet. Die Auszeichnung wurde ihm in der saarländischen Staatskanzlei in Saarbrücken vom damaligen Ministerpräsidenten Franz-Josef Röder im Beisein des Botschafters der Republik Kamerun sowie des togolesischen Erzbischofs von Lomé, Robert-Casimir Dosseh-Anyron, und des kamerunischen Bischofs von Mbalmayo, Paul Etoga, überreicht. Während seiner Arbeitsaufenthalte in Kamerun erkrankte Dillinger an Malaria, was zwei längere Krankenhausaufenthalte nötig machte.
1986 wurde Edmund Dillinger zum Ehrendomherren der Kathedrale von Mbalmayo in Kamerun ernannt. Seit 1995 war Dillinger Präfekt der Bruderschaft der Hl. Apostel Petrus und Paulus. Er wurde von Maximos V. Hakim, Patriarch von Antiochia der Melkitischen Griechisch-Katholischen Kirche, zum Ordensprälaten des Ordens der Byzantinischen Ritter vom Heiligen Grab ernannt.
Obwohl Missbrauchsvorwürfe gegen Dillinger bereits Anfang der 1970er Jahre bekannt waren, erhob das Bistum keine Einwände, als ihm am 19. November 1977 das Bundesverdienstkreuz verliehen wurde. Wie der Ordensakte zu entnehmen ist, wurde der Verleihungsvorschlag „1976 vom Cartellverband der katholischen deutschen Studentenverbindungen unter dem Briefkopf der CV-Afrikahilfe eingereicht“.
Den zeitgleichen Vorschlag des studentischen Cartellverbandes, Dillinger den päpstlichen Ehrentitel Monsignore zu verleihen, lehnte der damalige Bischof Bernhard Stein hingegen ab.

## Schriften
- „Stärke deine Brüder“: 12 Jahre Seelsorge im Cartellverband 1970–1982. Friedrichsthal 1983, DNB 900519924.
- Wir essen alle aus demselben Topf: 15 Jahre Arbeit der CV-Afrika-Hilfe. CV-Afrika-Hilfe, Friedrichsthal, 1988, DNB 900624868.
- Kirche in Kamerun – Kirche der Hoffnung: zur Hundertjahrfeier der Gründung der katholischen Kirche in Kamerun. CV-Afrika-Hilfe, Friedrichsthal 1991, ISBN 3-9802936-4-5.
- Den Menschen Hoffnung auf Zukunft geben: 25 Jahre CV-Afrika-Hilfe. CV-Afrika-Hilfe, Friedrichsthal 1998, ISBN 3-9802936-5-3.
- Jesus Christus – die einzige Antwort auf die Sehnsucht der Menschen: 30 Jahre CV-Afrika-Hilfe. CV-Afrika-Hilfe, Friedrichsthal 2003, ISBN 3-9802936-6-1.
- Broschüre anlässlich des 60. Jahrestages des Todes von 41 Ordensfrauen beim Bombenangriff auf Mainz im Febr. 1945, erschienen in Mainz 2005
- Gebetsnovene zur Dienerin Gottes Sr. Fidelis Weiss, Ordensfrau des Klosters Reutberg (Sachsenkam), 2006
- Broschüre zum Goldenen Priesterjubiläum 2011
- 6 Bände Predigten: Predigten zur Stärkung des Glaubens
  - 1. Band: Aus dem Wort Gottes leben wir. 2003.
  - 2. Band: Was ich dir auftrage, das sollst du verkünden. 2004. Vorwort von Kardinal Augustinus Mayer OSB, Rom.
  - 3. Band: Selig, wer deine Weisung kennt und danach handelt. 2005.
  - 4. Band: Herr, dein Wort ist Licht auf meinem Weg (Ps. 119). 2009. Vorwort von Erzbischof Wolfgang Haas, Vaduz.
  - 5. Band: Fest wie der Himmel steht dein Wort, dein Wort, o Herr, bleibt ewig. 2014.
  - 6. Band: Zu Dir, Herr, erhebe ich meine Seele, mein Gott, auf Dich vertraue ich. 2016. Vorwort von Bischof Walter Mixa.

(Band 4, 5 und 6 der Predigten sind in keiner öffentlich zugänglichen Bibliothek nachweisbar)